# 야마토코리야마시
야마토코리야마시(일본어: 大和郡山市)는 일본 나라현 북부에 있는 시이다. 1954년 1월 1일에 옛 고리야마정이 시로 승격했을 때 한자가 같은 후쿠시마현의 고리야마시와 구별하기 위해서 "야마토코리야마시"로 이름이 정해졌다. 현재 인구는 약간 감소 경향에 있다.

## 지리
나라 분지 북부에 위치하고 사호강과 도미오강이 남쪽으로 흐르고 있다. 지형은 대체로 평탄하지만 도미오강 서쪽에는 야다 구릉이 있어 기복이 있다. 또 시내에서 연못을 많이 볼 수 있지만 이는 저수지나 금붕어의 양식 연못으로 이용되는 것이다.
예로부터 시가지는 긴테쓰 고리야마역과 JR 고리야마역 주변에 펼쳐져 있고 현재도 좁은 골목이 뒤얽혀 있다. 사호강 동쪽의 히에다 취락은 중세적인 환호 집락의 모습을 하고 있는 것으로 알려져 있다.

## 역사

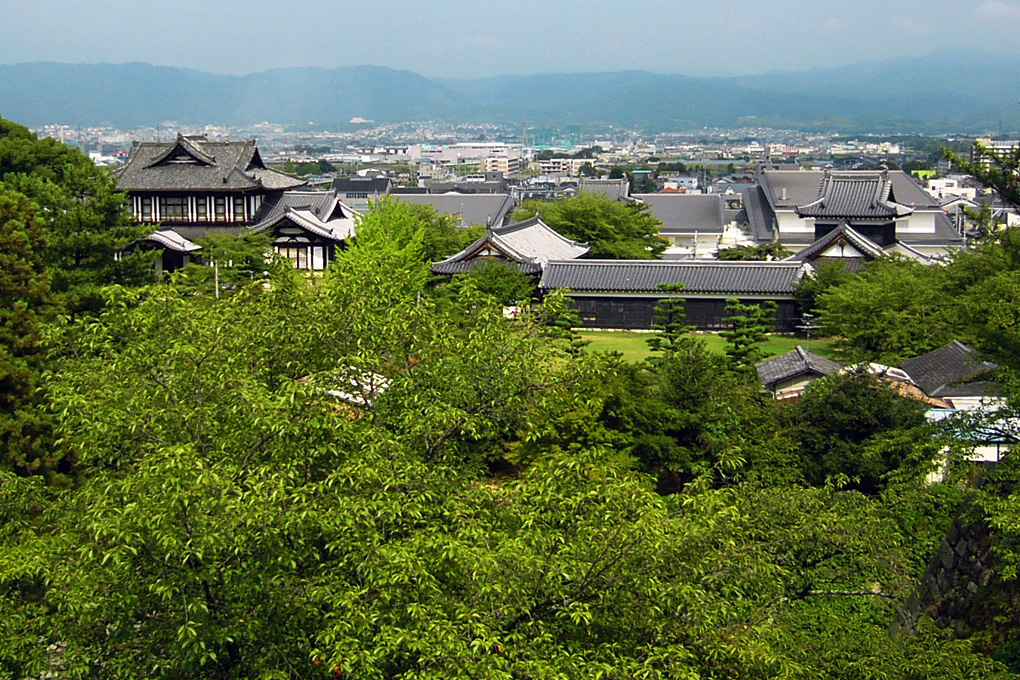
야마토코리야마 시가지

고대 야마토국 소에지모군, 소에가미군, 헤구리군의 땅이다.
도시의 형태가 형성된 것은 센고쿠 시대 말기에 쓰쓰이 준케이가 고리야마성에 들어와 그 조카마치(성시)가 발달하고 나서이다. 준케이 사후 1585년에 도요토미 히데나가가 고리야마성에 들어와 고리야마는 이 시기 야마토국의 중심 도시로 번창했다.
판적봉환, 폐번치현을 거쳐 1887년에 나라현이 재설치되었다. 1889년의 정촌제 시행으로 고리야마정을 포함한 8개 정촌이 탄생하였다. 1896년에 소에지모군과 헤구리군이 합병해 이코마군이 성립하였고 현재의 야마토코리야마시청 자리에 이코마군청이 놓였다.

## 경제
많은 제조업 공장들이 남쪽 쇼와 지역에 1960년대 무렵에 들어섰고 유명한 산업 단지가 되었다. 또한 이곳은 잉어 양식 문화로 유명하고 에도 시대에 사무라이들은 부업으로 금붕어를 기르기 시작했다. 야마토코리야마의 잉어 산업 부문은 일본에서 가장 큰 것이었다. 야마토코리야마의 잉어 산업은 현재에도 이어지고 있으나 최근 젊은이들의 관심 부족으로 쇠퇴하고 있다.

## 교통

### 철도
- 서일본 여객철도 간사이 본선
  - (← 나라시 나라역) - 고리야마역 - 야마토코이즈미역 - (이카루가정 호류지역 →)
- 긴키 닛폰 철도 가시하라선
  - (← 나라시 니시노쿄역) - 구조역 - 긴테쓰코리야마역 - 쓰쓰이역 - 히라하타역 - 패밀리코엔마에역 - (가와니시정 유자키역 →)

### 도로
- 니시메이한 자동차도(일본어판)
- 게이나와 자동차도(일본어판)
- 국도 24호선
- 국도 25호선
- 국도 제308호선 (일본)(일본어판)